# Oreneta daurada
L'oreneta daurada (Tachycineta euchrysea) és una espècie d'ocell de la família dels hirundínids (Hirundinidae). És endèmica de l'illa caribenya de la Hispaniola (Haití i República Dominicana) i es considera probablement extinta de Jamaica. Habita els boscos temperats, els boscos tropicals i subtropicals de frondoses humits de les terres baixes i de l'estatge montà, els boscos tropicals i subtropicals de frondoses secs, els herbassars tropicals i subtropicals secs, a més de les terres llaurades, de pastures i les àrees urbanes. El seu estat de conservació es considera vulnerable.